# Daniel Allgäuer

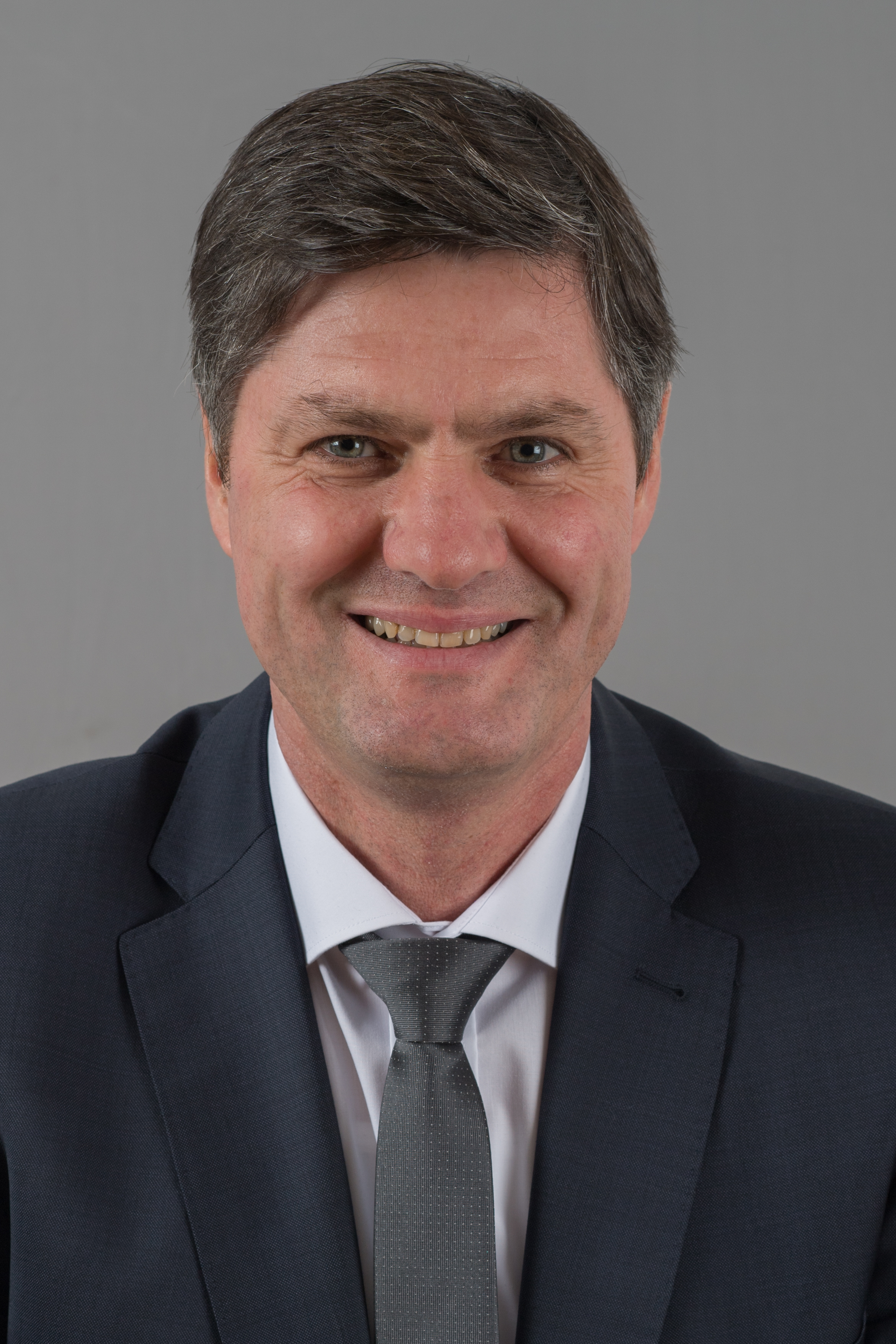
Daniel Allgäuer (2017)

Daniel Allgäuer (* 30. August 1964 in Feldkirch) ist ein österreichischer Politiker (FPÖ) und Landwirt. Allgäuer war ab 2009 Abgeordneter zum Vorarlberger Landtag und dort von 2016 bis 2019 Klubobmann der FPÖ-Fraktion. Außerdem ist er seit 2020 Vizebürgermeister der Stadt Feldkirch. Im November 2024 wurde er Landesrat in der Landesregierung Wallner IV.

## Ausbildung und Privatleben
Daniel Allgäuer wurde am 30. August 1964 in Feldkirch als Sohn des Landwirts Josef Allgäuer und seiner Frau Luise geboren. Er besuchte die Volks- und Hauptschule in Feldkirch, ehe er an die Landwirtschaftsschule Hohenems wechselte, wo er im Jahr 1981 die Ausbildung als Landwirtschaftlicher Facharbeiter abschloss. 1985 erwarb er darüber hinaus den Meistertitel im Bereich der Landwirtschaft.

## Politischer Werdegang
Seit dem Jahr 2000 ist Daniel Allgäuer Parteimitglied der FPÖ Vorarlberg und Obmann der freiheitlichen und unabhängigen Bauern Vorarlbergs, der FPÖ-Interessensvertretung der Landwirte. Im März 2001 wurde er zum Kammerrat der Landwirtschaftskammer Vorarlberg gewählt. Am 24. Mai 2005 folgte erstmals die Angelobung als Mitglied der Stadtvertretung seiner Heimatstadt Feldkirch, wo er bis März 2009 Stadtparteiobmann der FPÖ war und seitdem als Stellvertretender Stadtparteiobmann agiert. Allgäuer hat auch in weitere parteiinterne Funktionen inne. So ist er seit 2000 Mitglied der Landesparteileitung, seit 11. Oktober 2002 Mitglied des Landesparteivorstands, seit März 2006 Bezirksparteiobmann im Bezirk Feldkirch und seit 24. März 2006 sowohl stellvertretender Landesparteiobmann als auch Mitglied des Landesparteipräsidiums.
Bei der Landtagswahl in Vorarlberg 2009 wurde Daniel Allgäuer erstmals in den Gesetzgebungskörper des Landes Vorarlberg gewählt und am 14. Oktober 2009 als Abgeordneter zum Vorarlberger Landtag angelobt. Aktuell übt er im Freiheitlichen Landtagsklub die Funktion des Bereichssprechers für Landwirtschaft und Kontrolle aus und ist Obmann des Kontrollausschusses des Landtags. Nachdem Dieter Egger am 23. Dezember 2015 als Bürgermeister von Hohenems angelobt wurde, übernahm Allgäuer zudem am selben Tag zunächst interimistisch das Amt des Klubobmanns des FPÖ-Landtagsklubs. Am 11. Jänner 2015 wählten ihn die anderen Landtagsabgeordneten der FPÖ einstimmig zum Klubobmann.
Bei der Landtagswahl 2019 wurde Allgäuer erneut in den Vorarlberger Landtag gewählt, gab nach der Wahl aber das Amt des Klubobmanns des FPÖ-Landtagsklubs an den neuen Parteiobmann Christof Bitschi ab und wurde stellvertretender Klubobmann. Bei den Gemeindevertretungs- und Bürgermeisterwahlen in Vorarlberg 2020 kandidierte er als Spitzenkandidat der Freiheitlichen in Feldkirch und wurde nach Abschluss der anschließenden Koalitionsverhandlungen zwischen ÖVP und FPÖ zum Vizebürgermeister gewählt. Im September 2023 kündigte er an, im Dezember desselben Jahres das Amt als Vizebürgermeister und die Tätigkeit im Stadtrat (Gemeindevorstand) zurücklegen zu wollen. Seine Nachfolgerin als Vizebürgermeisterin und Stadträtin wurde Andrea Kerbleder.
In der Landesregierung Wallner IV verantwortet er seit dem 6. November 2024 als Landesrat die Bereiche Inneres und Sicherheit, Staatsbürgerschaft, Integration, Energie, Hochbau- und Gebäudewirtschaft sowie Maschinenbau und Elektrotechnik.

## Privatleben
Allgäuer ist seit dem 10. September 1987 mit seiner Frau Reinelde verheiratet und hat mit dieser gemeinsam vier Söhne. Er lebt mit seiner Familie in Feldkirch und war hauptberuflich als Landwirt und im Landesproduktehandel tätig. Seit 2015 hat er den landwirtschaftlichen Betrieb an zwei seiner Söhne übergeben.